# Faro di Punta Imperatore
Il faro di Punta Imperatore, chiamato dai locali "il semaforo", è situato sulla punta del promontorio omonimo nella città metropolitana di Napoli, nel territorio della frazione di Panza del comune di Forio ed è il più grande faro dell'Isola d'Ischia.
È situato nel punto più occidentale dell'isola, nonché sul limite estremo del Golfo di Napoli.

## Storia
La struttura originaria fu costruita dal Genio Civile già a partire dal 1879 ed elettrificata dalla Regia Marina per illuminare questo tratto di mare solo nel 1916. Il faro è stato il protagonista di una pièce teatrale e nel 2018, dopo anni di abbandono, è stato acquistato da una società tedesca per trasformarlo in un resort di lusso.

## Architettura
La lanterna è situata su una torre bianca di forma cilindrica la quale è inserita nella costruzione di servizio di due piani, caratterizzata da una colorazione ad intonaco di colore bianco, con marcapiani e cornici tipiche dell’architettura ottocentesca. Per raggiungere la sommità della torre, bisogna percorrere una scala a chiocciola presente all'interno della stessa, che permette di accedere alla terrazza dell'edificio che ha anche la funzione di copertura della struttura. Proseguendo sulla scala elicoidale, mediante una rampa metallica, si giunge alla lanterna sormontata da una cupola grigia.
Il faro è raggiungibile sia da via Costa, sia da via Campotese. Da qui sono visibili a sud le Chianare, a nord-ovest la baia di Citara fino a Punta Caruso, e in condizioni meteo favorevoli, le isole dell'arcipelago pontino, Gaeta e l'Abbazia di Montecassino.